# Cratere Waspam
Waspam  è un cratere sulla superficie di Marte.